# Juin 1925

## Événements
- 2 juin : 
  - élection générale saskatchewanaise. Charles Avery Dunning (libéral) est réélu Premier ministre de la Saskatchewan.
  - La Compagnie Générale d'Entreprises Aéronautiques (future Aéropostale) inaugure la ligne Casablanca-Dakar.
  - Les Belges Veenstra et Quersin remportent la deuxième Coupe Gordon Bennet : 1 380 km en 42 heures.

- 20 juin : départ de la troisième édition des 24 Heures du Mans.

- 21 juin :  
  - béatification des Martyrs canadiens.
  - Victoire de Gérard de Courcelles et André Rossignol aux 24 Heures du Mans sur une Lorraine-Dietrich.

- 21 juin - 19 juillet : Tour de France : l’Italien Ottavio Bottecchia s’impose devant le Belge Lucien Buysse et l’Italien Bartolomeo Aimo.

- 23 juin : première ascension du Mont Logan, le plus haut sommet au Canada.

- 28 juin : première édition du Grand Prix de Belgique qui devient la quatrième course à adopter le mode "formule" mais il faudra attendre 1930 pour assister à la deuxième édition de ce GP. Le pilote italien Antonio Ascari s'impose sur une Alfa Romeo.

## Naissances
- 1er juin : Rajko Doleček, médecin tchèque († 20 décembre 2017).
- 3 juin :
  - Jean-Baptiste Gabarra, religieux catholique et historien local français (° 6 février 1842).
  - Tony Curtis (Bernard Schwartz), acteur (Certains l'aiment chaud - Some Like it Hot), dans le Bronx (New York) († 29 septembre 2010).
  - Alistair Grant, peintre et graveur britannique († 12 avril 1997).
  - Thomas Joseph Winning, cardinal britannique, archevêque de Glasgow († 17 juin 2001).
- 5 juin : Bill Hayes, acteur américain († 12 janvier 2024).
- 6 juin : 
  - Maurice Séveno, journaliste français († 29 mai 2018).
  - Andrew Mlangeni, militant politique sud-africain anti-apartheid († 21 juillet 2020).
- 7 juin : Ernestina Herrera de Noble, éditrice et femme d'affaires argentine († 14 juin 2017).
- 8 juin : Barbara Bush, Première dame des États-Unis († 17 avril 2018).
- 9 juin : Jérôme Lindon, éditeur français († 9 avril 2001).
- 10 juin : Liouben Berov, économiste et homme politique bulgare († 7 décembre 2006).
- 11 juin : Jean-Pierre Chabrol, écrivain français († 1er décembre 2001).
- 12 juin : Raphaël Géminiani, coureur cycliste français et directeur sportif († 5 juin 2024).
- 13 juin :
  - Nicole Algan, peintre et sculpteur abstrait français († 29 mai 2006).
  - Kristine Miller, actrice américaine († 2015).
- 16 juin :
  - Östen Sjöstrand, poète et traducteur suédois († 13 mai 1986).
  - Jean d'Ormesson, homme de lettres français († 5 décembre 2017).
- 17 juin : Yvon Gattaz, chef d'entreprise français et président d'organisations patronales († 12 décembre 2024).
- 21 juin : 
  - Joseph Archepel, vitrailliste français († 26 juillet 2013).
  - Jean-Gabriel Castel, professeur de droit canadien-français († 30 décembre 2023).
  - Giovanni Spadolini, historien, universitaire, journaliste et homme d'État italien († 4 août 1994).
- 25 juin : 
  - June Lockhart, actrice américaine.
  - Charles Ceccaldi-Raynaud, avocat et homme politique français († 18 juillet 2019).
  - William Stoddart, traducteur, essayiste et philosophe des religions, pérennialiste écossais († 9 novembre 2023).
  - John Briley, dramaturge et scénariste américain († 14 décembre 2019).
  - Bob Barrett, journaliste et un écrivain américain.
- 26 juin :
  - André Lévy, universitaire français.
  - Pavel Belyayev, cosmonaute soviétique († 10 janvier 1970).
  - Jean Frydman, résistant, homme d'affaires et homme de communication franco-israélien († 14 mars 2021).
- 27 juin : Jan Burssens, peintre belge († 11 janvier 2002).
- 29 juin : 
  - Cara Williams, actrice américaine († 9 décembre 2021).
  - Giorgio Napolitano, homme d'État italien, président de la République († 22 septembre 2023).
- 30 juin : Philippe Jaccottet,écrivain, poète, critique littéraire et traducteur suisse († 24 février 2021).

## Décès
- 3 juin : Camille Flammarion, astronome français.
- 22 juin : Felix Klein, mathématicien allemand (° 1849).
- 26 juin : Michel Korochansky, peintre français, d'origine russo-ukrainienne. (° 1866).
- 30 juin : Leonora King, médecin et missionnaire canadienne (° 17 avril 1851).